# Leptolalax firthi
Leptolalax firthi é uma espécie de anfíbio anuro da família Megophryidae. Está presente no Vietname. A UICN classificou-a como em perigo de extinção.